# Вулиця Консульська (Бердянськ)
Вулиця Консульська — історично перша вулиця міста Бердянськ. Саме з неї почалася розбудова міста. Розпочинається від Західного проспекту і закінчується Східним проспектом. До вулиці прилучаються: Західний проспект, вулиця Захисників України, вулиця Центральна, вулиця Богуславського, Східний проспект. Перетинають вулицю: проспект Праці і Азовський проспект. Протяжність — 1,9 км.

## Історія
Воронцовська вулиця в Бердянську була першою, розташованою біля підніжжя Середньої гори. Так вдячні жителі міста віддали данину поваги графу М. С. Воронцову, як засновнику Бердянська. Ця подія відбулася в 1842 році.
На Воронцовській розташовувалося безліч підприємств, магазинів, торгових лавок: магазин з продажу автомобілів «Скалабріні і Греглія», «Бублики» Е. Кацнельсона, "Торговий дім «Вдова Матіас і сини», магазин І. Певзнера «Колісної торгівлі», «Лісовий склад» О. Феттера, меблевий магазин Деккера, цементно-бетонний завод «Прогрес», шпагатна фабрика «Гінтер і Ко». Також на першій вулиці міста були і міська лікарня, пологовий притулок — кам'яні будинки, що стояли практично з 50-х років XIX століття. Вони розташовувалися з правого боку Консульської вулиці, до її перетину з вулицею Захисників України. Знаходилася на Воронцовській і 2-а поліцейська дільниця. Згідно довіднику «Весь Бердянськ и його повіт» за 1911 рік, приставом дільниці був Каптьолкін Михайло Дмитрович, помічником пристава  — не маючий чин Спірін Петро Іванович.
Одною з перших споруд в місті був будинок № 1, розташований на перетині із Західним проспектом, в якому зараз ветеринарна лікарня та лабораторія. Першим власником будинків № 1 і 3 був купець другої гільдії Єгор Мітровіч, наближена людина до графа Воронцова, потім вони належали місцевому торговцю борошном Л. Копілевичу. На місці п'ятиповерхового будинку № 2, в 50-60-ті роки XX століття, був молокозавод, а поруч — цукерна фабрика. Власником будинку № 5 був місцевий єврей Голобородько.
В 1937 році в будинку № 8, який складається з двох будівель, було розміщено близько 200 евакуйованих дітей з Іспанії. Зараз тут Інститут рибного господарства та екології моря, а в радянські часи — це був дитячий садочок Бердянського державного заводу скловолокна. В будинку № 9 проживав відомий колекціонер-філокартист Олександр Мойсейович Ломоносов. У будинку № 13 до цих пір видно закладену арку. Колись це були склади торговця селянськими товарами Туршу. Будівля № 14 — це Бердянська трикотажна фабрика, яка працює тут ще з 1943 року, а нова будівля фабрики була збудована 1958 року.
Іноземці, відкриваючи консульства, розміщували їх контори на Воронцовській вулиці. Тут знаходилося французьке консульство, в будинку № 16, де проживав консул Іван Францевич Бонне зі своїм братом — нині в цій будівлі Бердянський шкірно-венерологічний диспансер. Австро-угорське консульство (віце-консул Ромелло Лаврентійович Тубіно) було в будівлі, де пізніше розташовувалася повітова землевпідрядна комісія і повітова з військової повинності присутності, про що свідчить довідник «Весь Бердянськ і його повіт» видання 1911 року. Зараз це територія речового ринку «Привоз», який в радянські часи був тваринним.
На жаль, не зберігся до нашого часу будинок італійського консульського агента Енріко Михайловича Даллорсо, який знаходився на розі нинішнього проспекту Праці і вулиці Консульської. Тут також проживав і брат Енріко — Маріо, який займався в Бердянську закупівлею зерна для Італії. Маріо Даллорсо був одружений з Лідією Баточенко, дочкою Макара Володимировича Баточенка, який мав у місті збройовий магазин. Домоволодіння Даллорсо займало підгірну частину. На його території росло безліч фруктових дерев, у дворі був басейн, де плавали білі та чорні лебеді. Зберігся лише амбар, що належав родині Даллорсо. У 80-х роках минулого століття його знесли. Зараз на цьому місці знаходиться міська дитяча поліклініка. Будинок № 18 належав Віб'є. Не зберігся до нашого часу будинок сім'ї Стампа — бердянських греків, викладачів народних училищ.
Будинок № 23 належав полковнику Антоновичу, саме з його нерухомості почалася розбудова медичного містечка. В 60-х роках XIX століття, полковник заповів місту два своїх будинки, а місцева влада передала їх під місцеву лікарню. Будинком № 24 володів господар винного магазину Морфіно. У наш час частина будівля втратила свій первісний вигляд, зберігся тільки вхід і частина стіни. Непоказна будівля, де сьогодні магазин, раніше належала прикажчику по зернохлібу Чубарю.
У будинку № 51 проживала сім'я міського голови Івана Федоровича Матіаса, в 60-ті роки XX століття в будинку був дитячий садок. На жаль, в наш час будівля втратила свій первісний вигляд. Будинок № 52 належав Волковицькому, торговцю вугіллям. Але після революції дім націоналізували. В 50-60-ті роки XX століття в будівлі був піонерський табір заводу «Першотравневий». В 70-ті роки XX століття в будинку відкрили дитячий садочок № 14 «Ягідка» «Першотравневого» заводу, до 90-х років — морська школа. Зараз тут магазин господарських товарів.
На перехресті вулиці Консульської і проспекту Азовського в XIX столітті знаходилися амбари. В 30-ті роки XX століття до них переселилися розкулачені сім'ї мешканців прилеглих сіл. У будинку № 72 проживала сім'я Деккера, тут же знаходилися магазин і майстерня з виготовлення меблів. Господарем будинку № 100 був Людвіг Давидович Феттер, власник пивоварного заводу, який випускав шість сортів пива (пізніше — винзавод), лісопильного і цегляного заводу. Його син, Отто, мешкав у будинку під № 80.
Після перетину з Азовським проспектом, по лівій стороні Консульської вулиці знаходився завод «Матіаса», який виробляв сільськогосподарську техніку, належав він зросійщеному німцю Івану Матіасу. Далі по цій же лівій стороні, знаходилися склади і майстерні по збірці і ремонту сільськогосподарських знарядь. Належали вони англійській фірмі «Клейтон», а в 1876 році їх викупив Джон Грівз. В 1883 році на прилеглому схилі гори Грієвз організував завод з виробництва сільськогосподарського обладнання. Тут же неподалік Грівз побудував для сім'ї та компаньйонів будинки, будинок родини Грівза зберігся до наших днів. Будівля колишнього заводоуправління знаходиться на розі з вулицею Богуславського. Зараз від заводу лишилися руїни і покинуті будівлі.
28 липня 1921 року вулицю було перейменовано — на вулицю Комунарів, таку назву вона отримала тому, що там був сконцентрований колективний комунальний збір робітників. В 1920 році в'язницю було перенесено до кварталу між горою і Консульською вулицею і названо ДОПР — акронім з рос. «Дом общественно-принудительных работ». Він проіснував там до 1925 року. В 1943-1947 рр. в будівлі колишньої в'язниці було створено фільтраційну в'язницю МДБ.
18 лютого 2016 року за законом про декомунізацію, згідно з рішенням Бердянської міської ради, вулицю було перейменовано на Консульську.

## Об'єкти
- буд. 1А — Бердянська районна державна лікарня ветеринарної медицини (раніше — будинок купця Мітровіча, сер. XIX ст.)
- буд. 8 — Інститут рибного господарства та екології моря (сер. XIX ст.)
- буд. 14 — Бердянська трикотажна фабрика (1958 рік)
- буд. 14/2 — Міський центр зайнятості
- буд. 16/1 — Бердянський шкірно-венерологічний диспансер (раніше — будинок французького консула Бонне, сер. XIX ст.)
- буд. 23 — Бердянська міська лікарня (раніше — будинок полковника Антоновича, сер. XIX ст.)
- буд. 23Л — Бердянське об'єднане управління Пенсійного фонду України в Запорізькій області
- буд. 23М — Храм Святителя Луки Кримського
- буд. 31 — Бердянська дитяча полікліника
- буд. 57А — Ринок «Привоз»
- буд. 64 — Бердянський міськрайонний суд Запорізької області
- буд. 65М — Відділення банку «Ощадбанк»
- буд. 67 — Оптовий продуктовий ринок
- буд. 75З — Торговий центр «Амстор»
- буд. 80 — Територіальний центр соціального забезпечення пенсіонерів (раніше — будинок Отто Феттера, кін. XIX ст.)

## Галерея

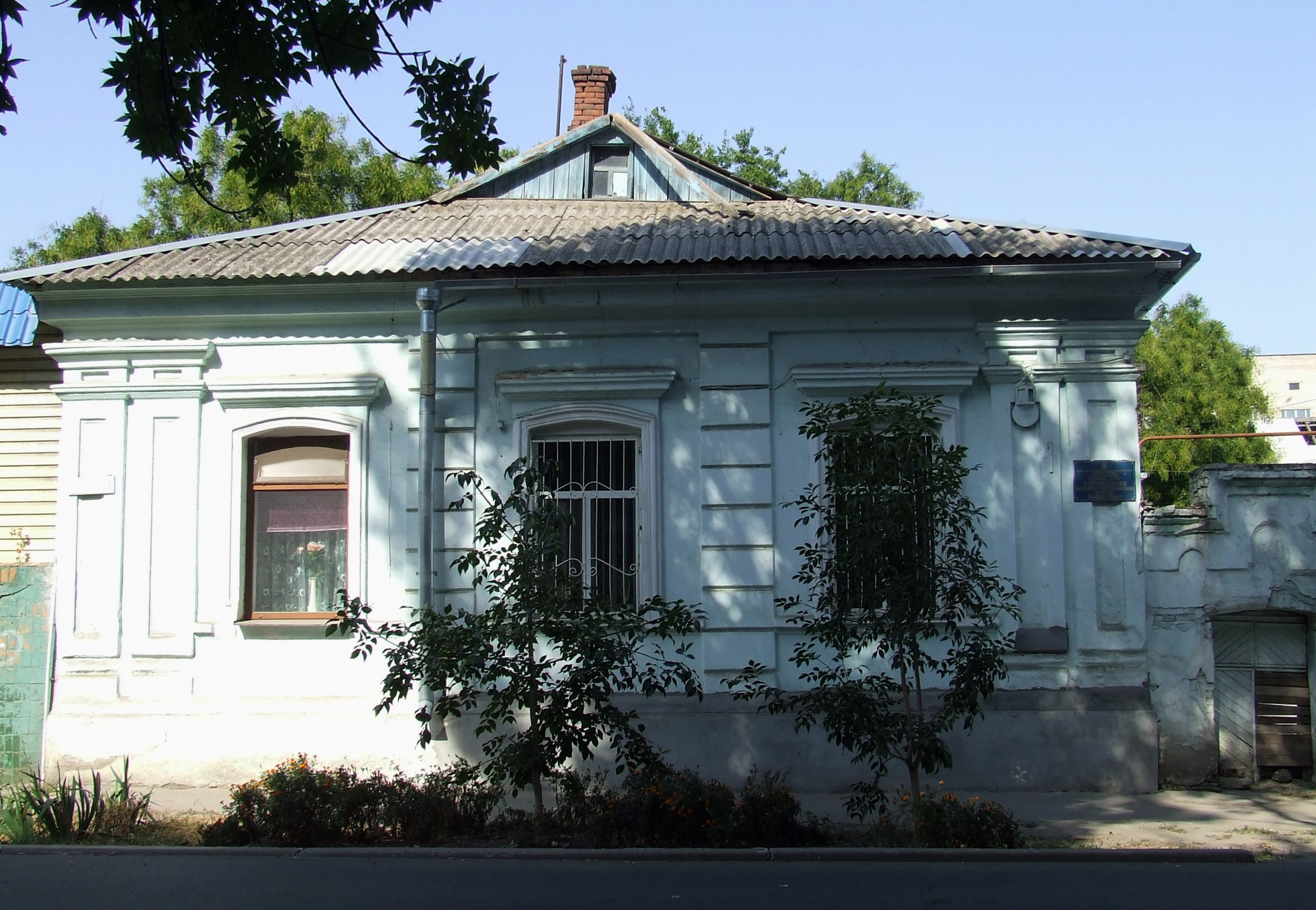
Житловий будинок № 1 Мітровіча. Зараз — ветеринарна клініка (сер. XIX ст.).
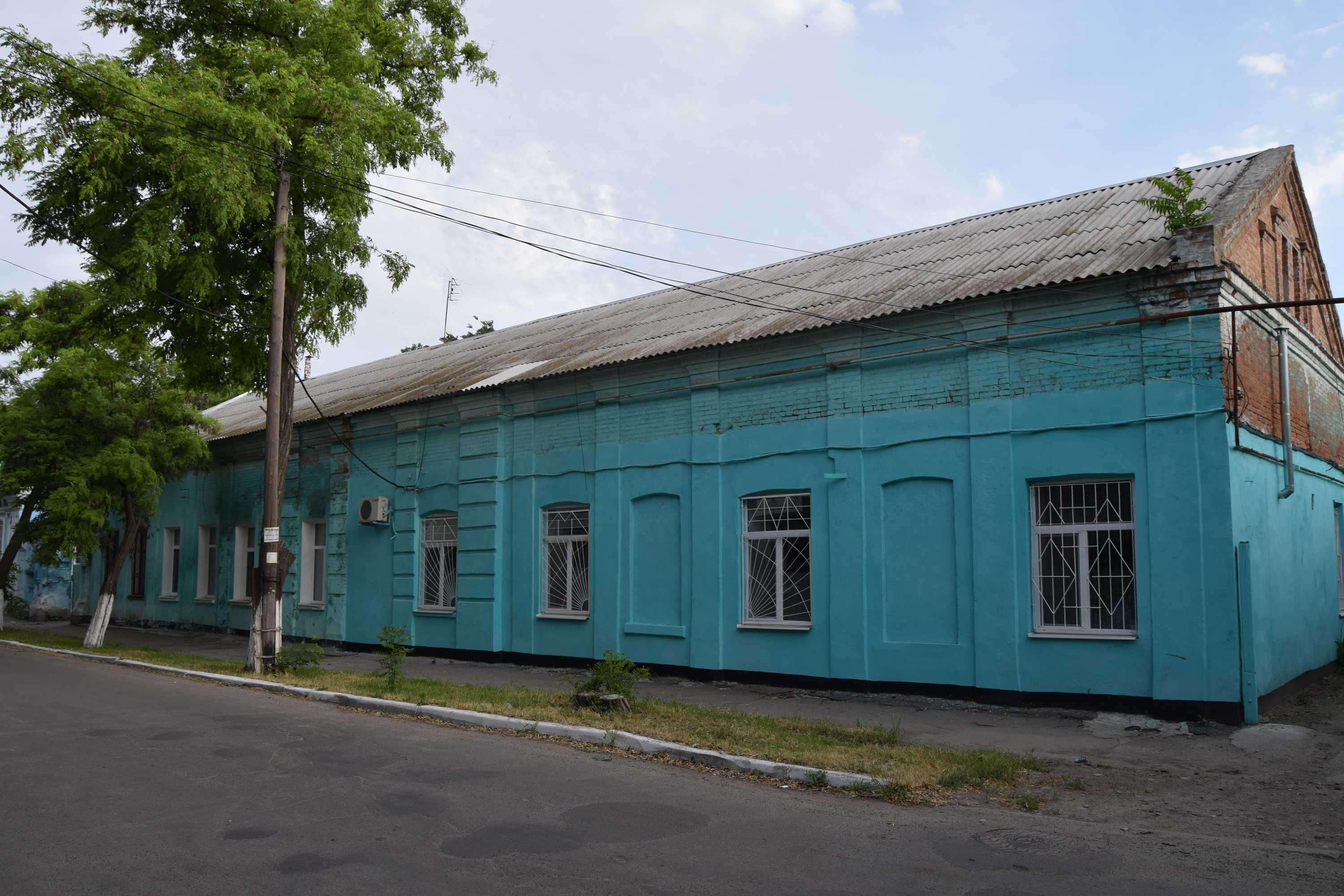
Житловий будинок № 3 купця Єгора Мітровіча. Зараз — ветеринарна лабораторія (сер. XIX ст.).
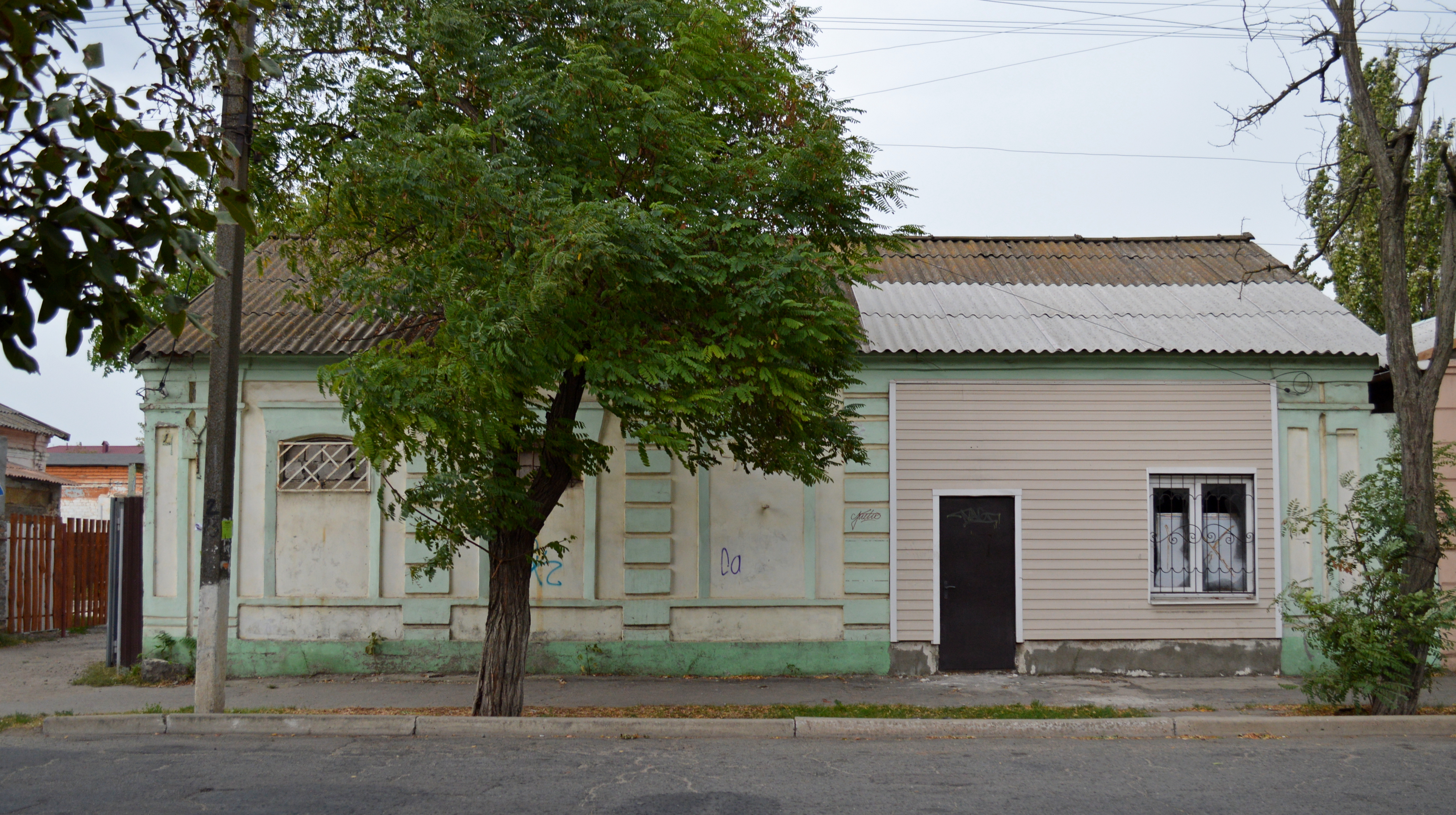
Житловий будинок №4 (сер. XIX ст.).
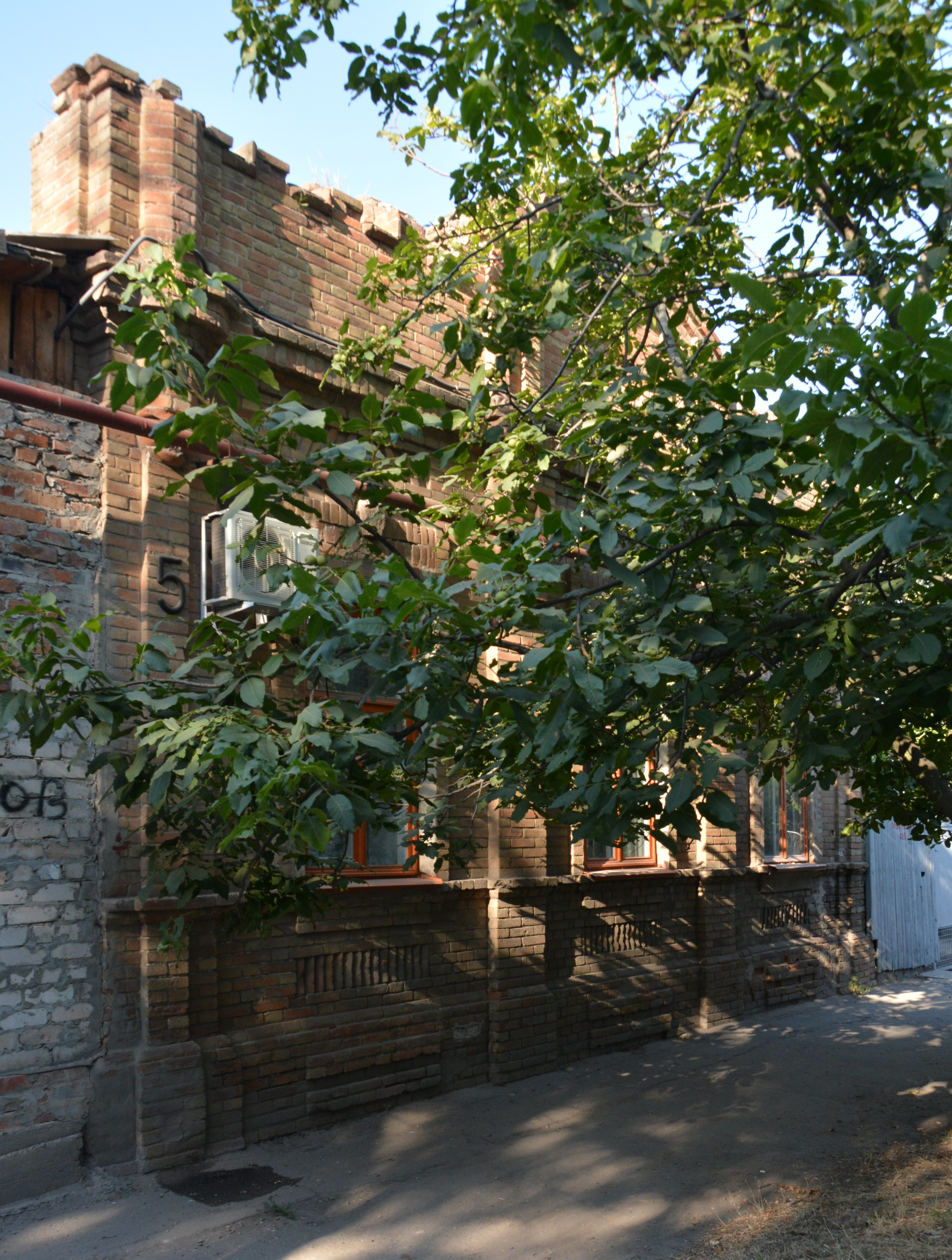
Житловий будинок № 5 Голобородька (сер. XIX ст.
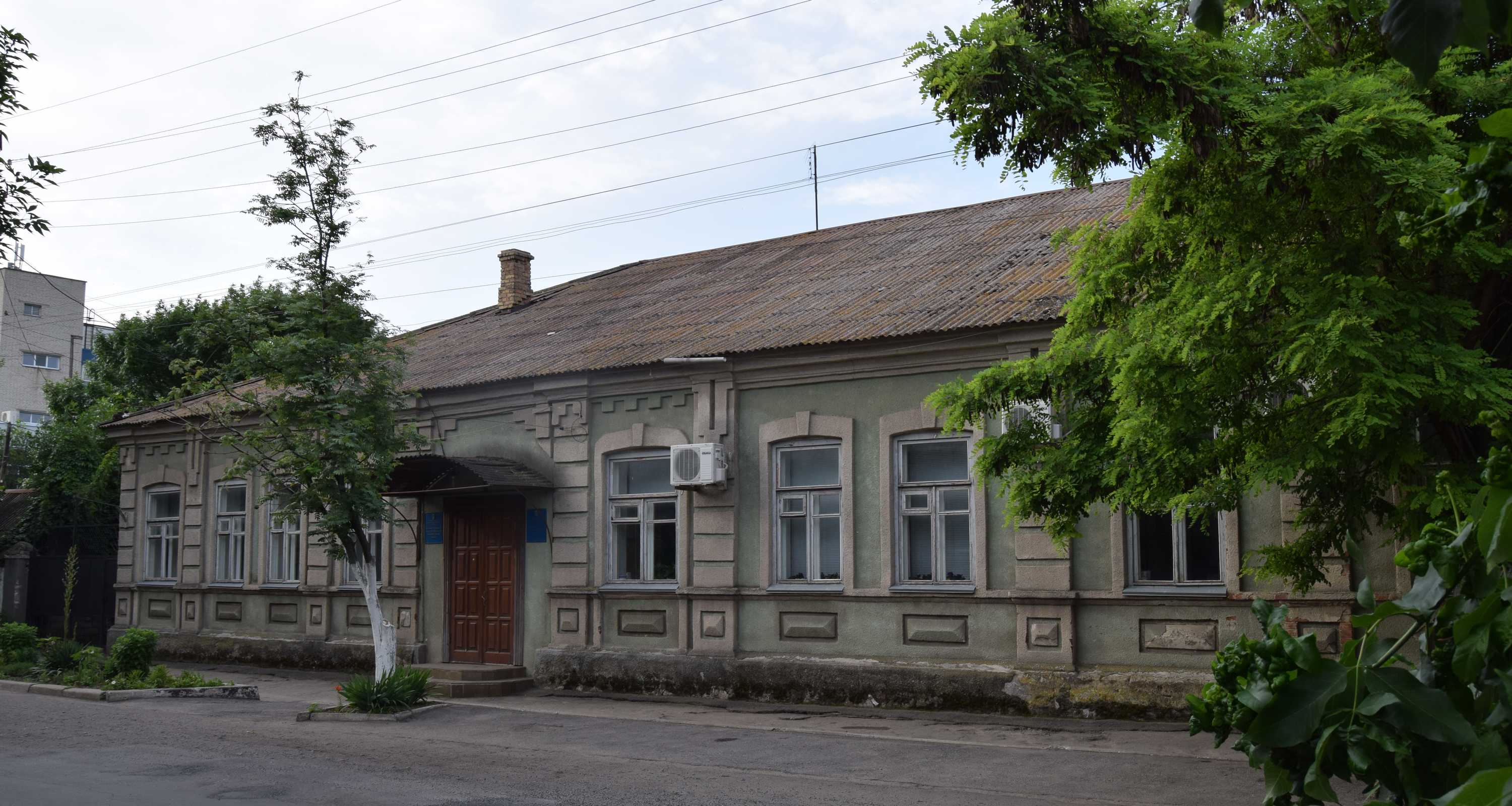
Житловий будинок № 8. Зараз — Інститут рибного господарства та екології (сер. XIX ст.).
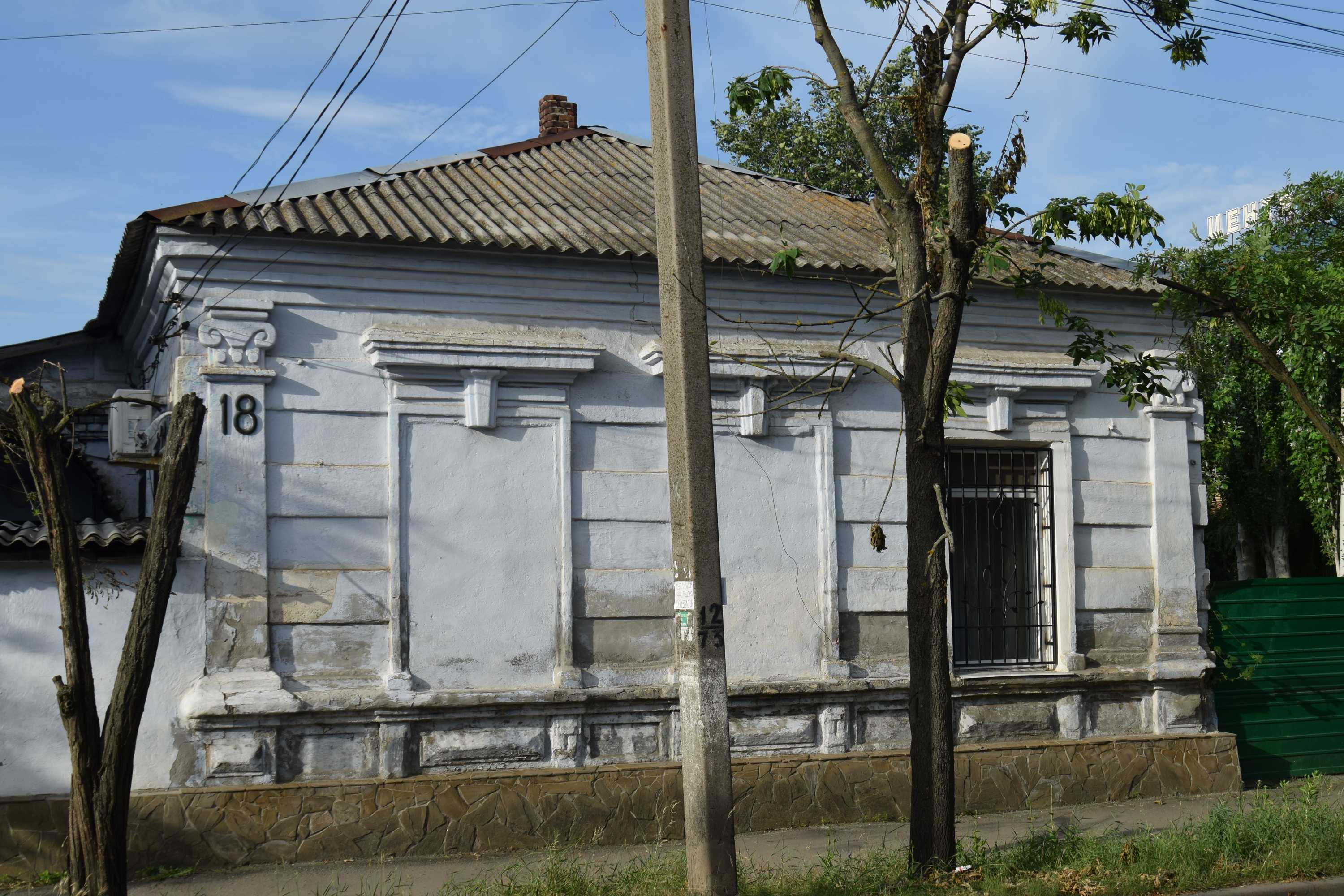
Житловий будинок №18 Віб'є (сер. XIX ст.).
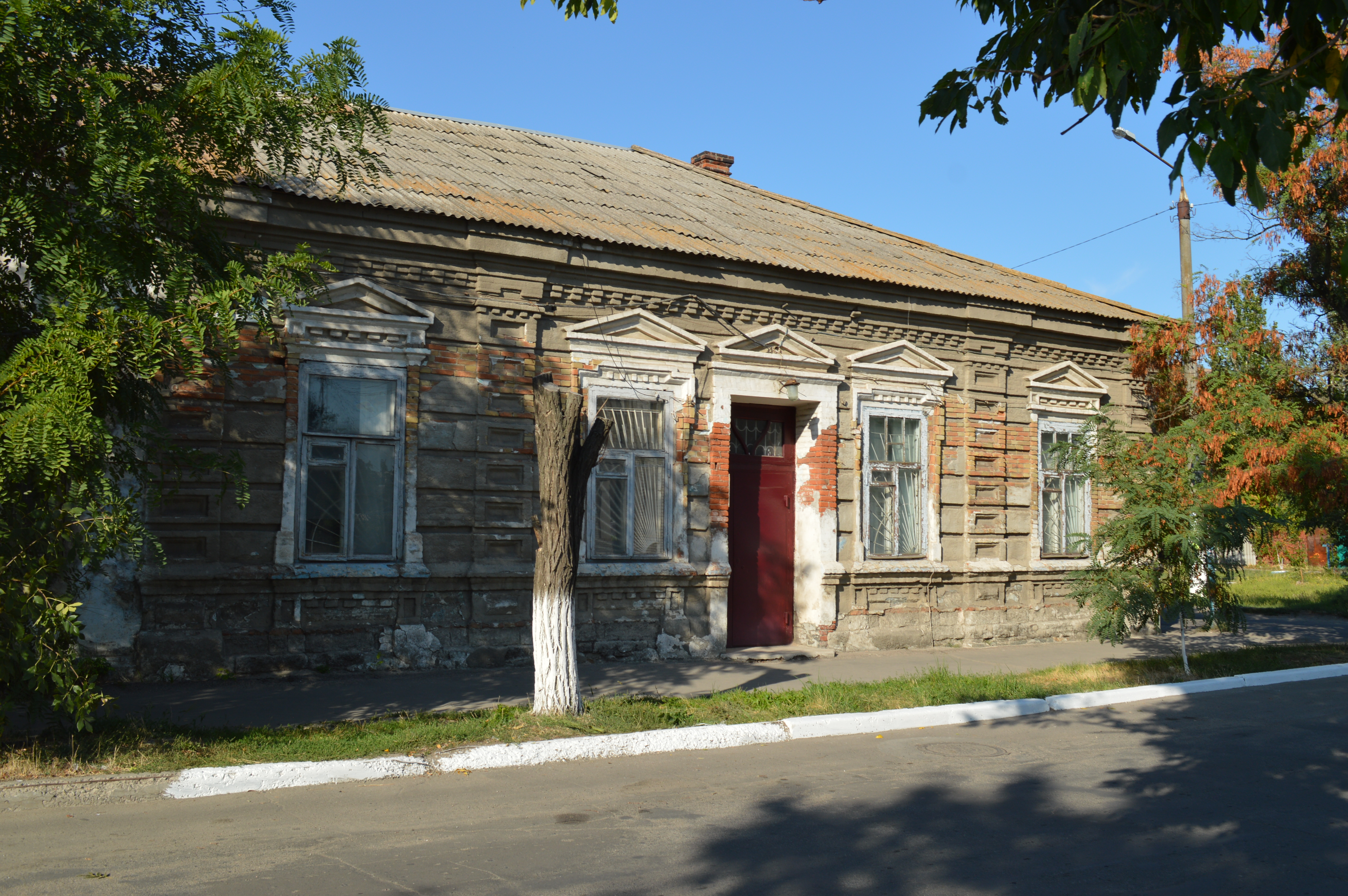
Житловий будинок № 23 полковника Антоновича. Зараз — амбулаторія (сер. XIX ст.).
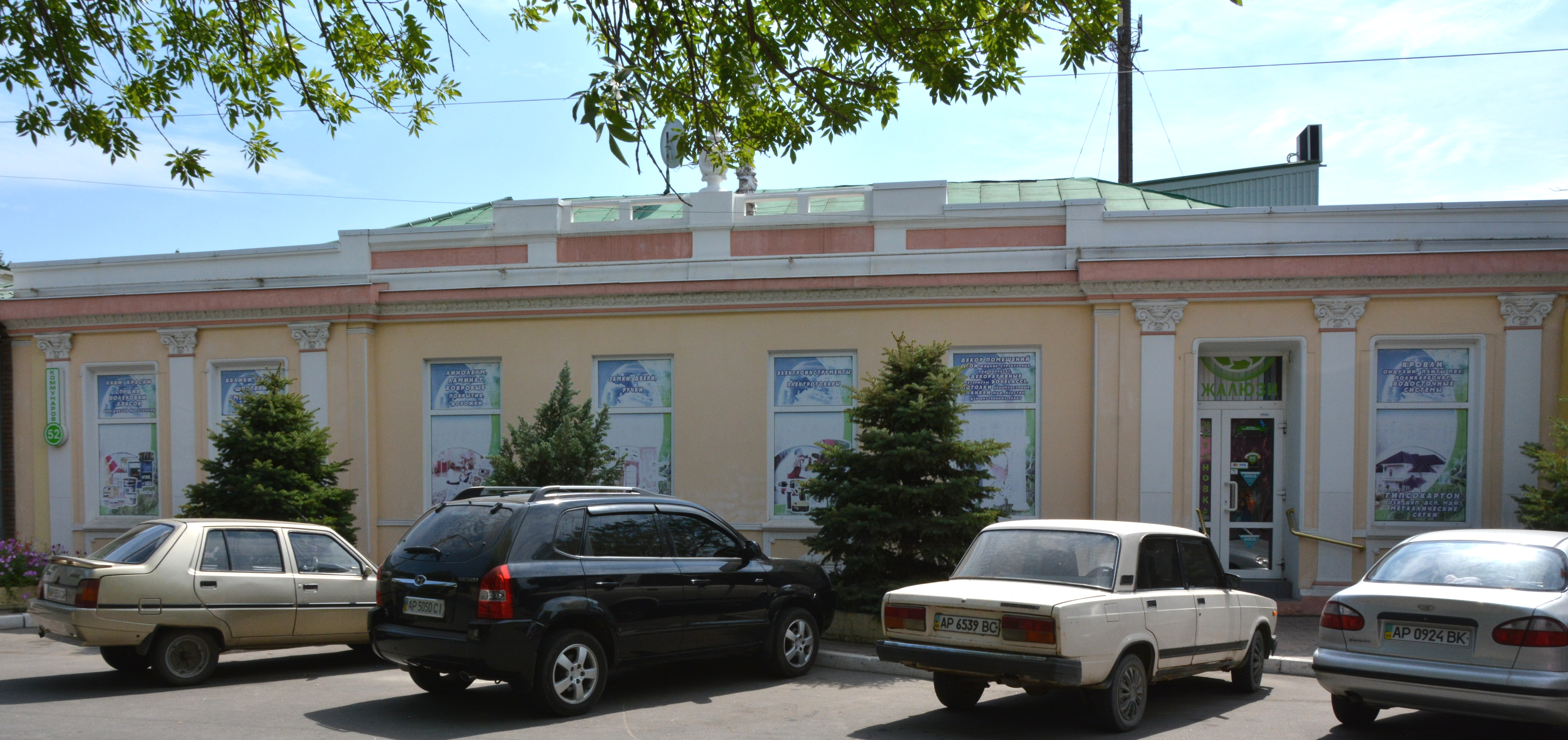
Житловий будинок № 52 Волковицького. Зараз — магазин (кін. XIX ст.).
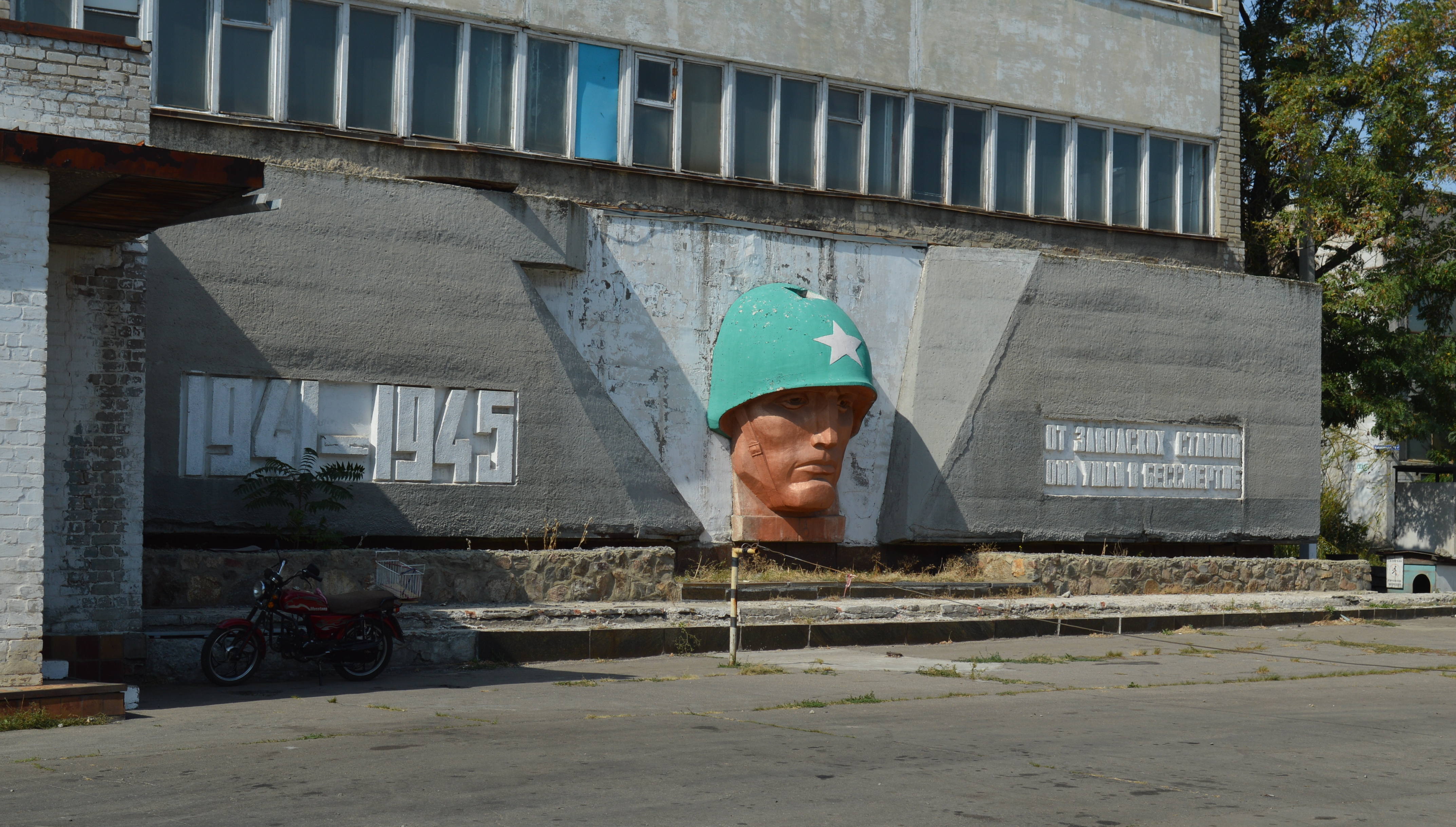
Стела біля колишнього заводу "Першотравневий".
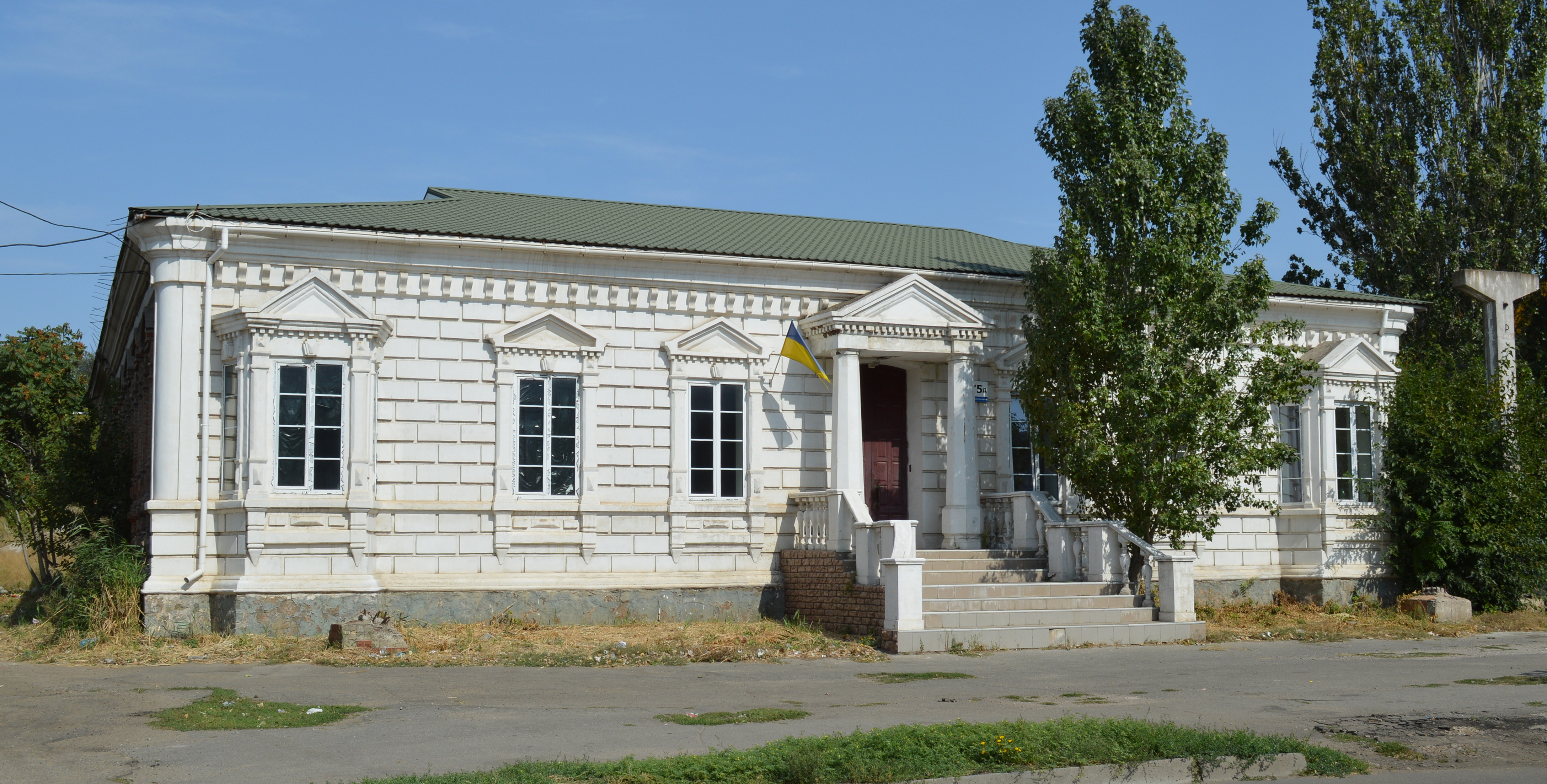
Будинок №75 (кін. XIX ст.).